# Міжнародна федерація волейболу
Міжнародна федерація волейболу (ФІВБ) (фр. Fédération Internationale de Volleyball, FIVB) — міжнародний керівний орган з волейболу. Заснована у 1947 році за ініціативи Федерації волейболу Франції. Об'єднує 222 національних федерацій усіх п'яти континентів. 
Для керівництва волейболом у різних районах світу і для представництва ФІВБ на місцях створені зональні конфедерації: Європейська (1963), Азійська (1960), Африки й Малагасійської Республіки (1965), Північної, Центральної Америки та Карибського моря (1966), Південної Америки (1965). 
У 1957 році на сесії МОК волейбол був визнаний олімпійським видом спорту, а ФІВБ єдиною організацією, яка керує волейболом у всьому світі. У 1964 році волейбол (і чоловічий, і жіночий) вперше був включений у програму Олімпійських ігор. З того часу ФІВБ бере активну участь в олімпійському русі. ФІВБ є членом Асоціації міжнародних федерацій олімпійських літніх видів спорту. З 1996 року в програму Олімпійських ігор  включили пляжний волейбол.
Штаб-квартира ФІВБ знаходиться у м. Лозанні (Швейцарія). Президент ФІВБ — Арі Ґраса Фільо (Бразилія).